# Zduńska Wola
Zduńska Wola je město v Polsku v Lodžském vojvodství, správní středisko stejnojmenného okresu. Nachází se asi 55 km jihozápadně od Lodže a asi 188 km jihozápadně od Varšavy. Městem protéká říčka Pichna, která je pravostranným přítokem řeky Warty. Jižně od města prochází rychlostní silnice S8, přímo městem prochází vojvodská silnice (status podobný české silnici II. třídy) č. 482. V roce 2024 zde žilo 38 126 obyvatel.

## Historie
První písemná zmínka o městě pochází z roku 1394. Městská práva získala Zduńska Wola roku 1825.

## Památky
- Kostel sv. Maxmiliána Kolbeho
- Kostel sv. Antonína
- Kostel sv. apoštola Pavla
- Kostely ostatních křesťanských denominací, např. adventisté sedmého dne, luteráni a baptisté

## Osobnosti
- svatý Maxmilián Kolbe (1894–1941) – římskokatolický kněz, mučedník filozof, teolog